# Lamas (provincie)
Lamas is een provincie in de regio San Martín in Peru. De provincie heeft een oppervlakte van 5.041 km² en telt 84.921 inwoners (2015). De hoofdplaats van de provincie is het district Lamas.

## Bestuurlijke indeling
De provincie Lamas is verdeeld in elf districten, UBIGEO tussen haakjes:
- (220502) Alonso de Alvarado
- (220503) Barranquita
- (220504) Caynarachi
- (220505) Cuñumbuqui
- (220501) Lamas, hoofdplaats van de provincie
- (220506) Pinto Recodo
- (220507) Rumisapa
- (220508) San Roque de Cumbaza
- (220509) Shanao
- (220510) Tabalosos
- (220511) Zapatero

Bellavista · El Dorado · Huallaga · Lamas · Mariscal Cáceres · Moyobamba · Picota · Rioja · San Martín · Tocache